# Caridopus monstruosus
Caridopus monstruosus is een keversoort uit de familie mierkevers (Cleridae). De wetenschappelijke naam van de soort is voor het eerst geldig gepubliceerd in 1908 door Schenkling in Sjöstedt.